# Christopher Rungkat
Christopher Rungkat (Jakarta, 14 januari 1990) is een Indonesische tennisser.

## Palmares
| Legenda                       | Legenda               |
| ----------------------------- | --------------------- |
| Grand Slam                    |                       |
| Olympische Spelen             |                       |
| tot 2009                      | vanaf 2009            |
| Tennis Masters Cup            | ATP Finals            |
| ATP Masters Series            | ATP Tour Masters 1000 |
| ATP International Series Gold | ATP Tour 500          |
| ATP International Series      | ATP Tour 250          |

### Dubbelspel
| Nr.                              | Datum            | Toernooi  | Ondergrond    | Partner               | Tegenstanders in finale                | Score            | Details |
| -------------------------------- | ---------------- | --------- | ------------- | --------------------- | -------------------------------------- | ---------------- | ------- |
| Gewonnen finales herendubbel     |                  |           |               |                       |                                        |                  |         |
| 1.                               | 9 februari 2020  | ATP Pune  | Hardcourt     | André Göransson       | Jonathan Erlich Andrei Vasilevski      | 6-2, 3-6, [10-8] | Details |
| Verloren finales herendubbel     |                  |           |               |                       |                                        |                  |         |
| 1.                               | 10 februari 2019 | ATP Sofia | Hardcourt (i) | Hsieh Cheng-peng      | Nikola Mektić Jürgen Melzer            | 2-6, 6-4, [2-10] | Details |
| Gewonnen challengers herendubbel |                  |           |               |                       |                                        |                  |         |
| 1.                               | 18 juni 2017     | Lissabon  | Gravel        | Ruan Roelofse         | Frederico Gil Gonçalo Oliveira         | 7-6(7), 6-1      |         |
| 2.                               | 15 juli 2017     | Winnetka  | Hardcourt     | Sanchai Ratiwatana    | Bradley Klahn Kevin King               | 7-6(4), 6-2      |         |
| 3.                               | 3 februari 2018  | Dallas    | Hardcourt (i) | Jeevan Nedunchezhiyan | Leander Paes Joe Salisbury             | 6-4, 3-6, [10-7] |         |
| 4.                               | 20 mei 2018      | Busan     | Hardcourt     | Hsieh Cheng-peng      | Ruan Roelofse John-Patrick Smith       | 6-4, 6-3         |         |
| 5.                               | 14 oktober 2018  | Fairfield | Hardcourt     | Sanchai Ratiwatana    | Henri Laaksonen Harri Heliövaara       | 6-0, 7-6(9)      |         |
| 6.                               | 4 november 2018  | Shenzhen  | Hardcourt     | Hsieh Cheng-peng      | Jeevan Nedunchezhiyan Sriram Balaji    | 6-4, 6-2         |         |
| 7.                               | 12 januari 2019  | Đà Nẵng   | Hardcourt     | Hsieh Cheng-peng      | Leander Paes Miguel Ángel Reyes-Varela | 6-3, 2-6, [11-9] |         |
| 8.                               | 17 maart 2019    | Shenzhen  | Hardcourt     | Hsieh Cheng-peng      | Li Zhe Gonçalo Oliveira                | 6-4, 3-6, [10-6] |         |
| 9.                               | 12 mei 2019      | Busan     | Hardcourt     | Hsieh Cheng-peng      | Toshihide Matsui Vishnu Vardhan        | 7-6(7), 6-1      |         |
| 10.                              | 19 mei 2019      | Gwangju   | Hardcourt     | Hsieh Cheng-peng      | Nam Ji-sung Song Min-kyu               | 6-3, 3-6, [10-6] |         |